# NGC 1566
NGC 1566 (również Galaktyka Hiszpańska Tancerka lub PGC 14897) – galaktyka spiralna z poprzeczką (SBbc), znajdująca się w gwiazdozbiorze Złotej Ryby. Odkrył ją James Dunlop 28 maja 1826 roku. Należy do galaktyk Seyferta.

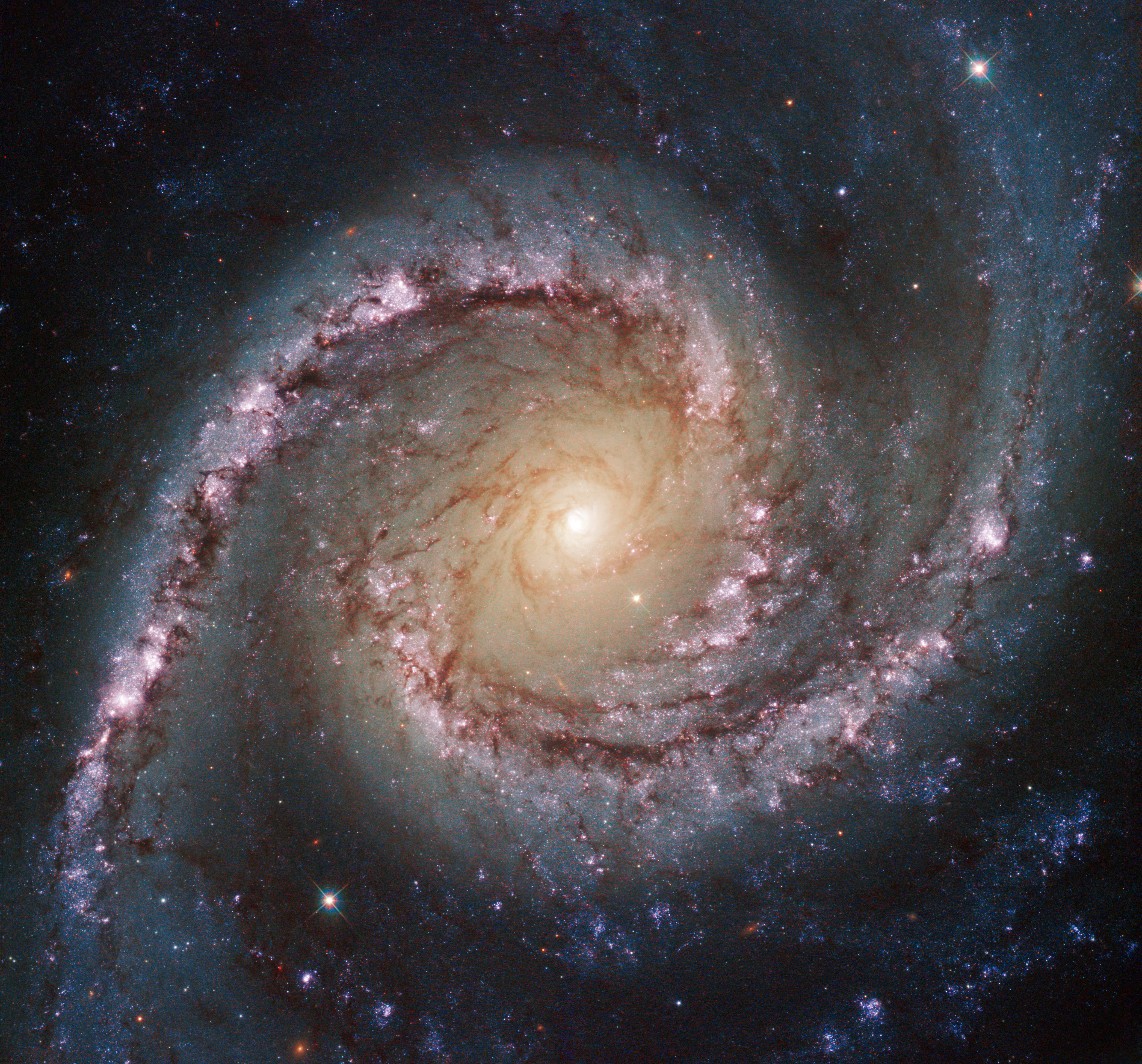
NGC 1566 (HST)

Oglądana przez niewielki teleskop ma kształt dwuramiennej spirali.
W galaktyce tej zaobserwowano supernową SN 2010el.